# 966
966 (CMLXVI) var ett normalår som började en måndag i den julianska kalendern.

## Händelser

### Okänt datum
- Fursten Mieszko I av Polen döps, vilket anses vara början på Polens historia.[1]
- Tysk-romerske kejsaren Otto I:s tredje italienska fälttåg börjar.
- Ramiro III blir kung av León, efter Sancho I.[2]
- Staden Bryssel omnämns för första gången i skrift.
- Geromark delas upp i Nordmark och Ostmark.

## Födda
- Fujiwara no Michinaga, japansk politiker.[3]
- Sei Shōnagon, japansk författare och hovdam.

## Avlidna
- Sancho I, kung av León.[4][5]
- Flodoard av Reims, fransk krönikör.
- Miró av Barcelona.[6]
- Dub, kung av Skottland sedan 962.[7]